# Amorphophallus titanum
Amorphophallus titanum este o plantă tropicală perenă din familia Araceae. Aceasta este planta cu cea mai mare inflorescență neramificată din lume. A fost descoperită în 1878 de botanistul italian Odoardo Beccari, care a luat parte la o expediție pe insula Sumatra. El a trimis  de aici semințe și bulb la Florența. Din Italia semințe și bulbi ale plantei ajung și la Royal Botanic Gardens in Kew, Londra. Denumirea și clasificarea științifică a plantei este făcută în anul 1879, Giovanni Arcangeli.

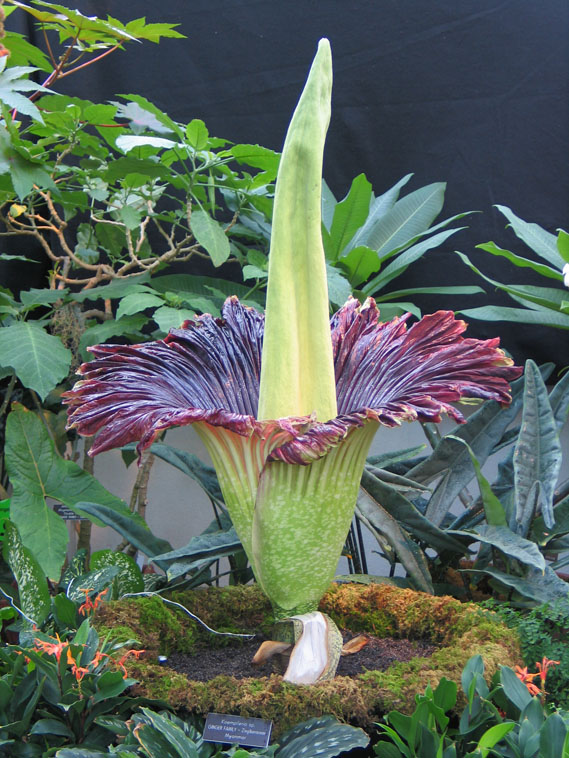
Amorphophallus titanum

## Reproducere
Floarea plantei are un miros de cadavre, ea este polenizată de insecte de cadavre (Silphidae) din familia Staphylinidae și genurile Diamesus, Creophilus. Insectele atrase de miros vin ca să-și depună ouăle și în același timp fac polenizarea. Larvele insectelor provenite din ouă, mor de foame. Mirosul caracteristic al florii este produs dintr-un amestec de amine cu sulf ca dimetilsulfid, dimetiltrisulfid, putresceină și cadaverină.